# Aleksandr Amas
Aleksandr Siemionowicz Amas (Amirbiekow) (ros. Александр Семёнович Амас (Амирбеков), ur. 1 maja 1904 w Tbilisi, zm. 10 maja 1938 w Kujbyszewie) – radziecki działacz państwowy i partyjny.

## Życiorys
W czerwcu 1917 wstąpił do SDPRR(b), we wrześniu 1919 został członkiem Zakaukaskiego Krajowego Komitetu Związku Młodzieży Robotniczo-Chłopskiej, w lutym 1920 członkiem Tbiliskiego Sztabu Gwardii Czerwonej, a w 1921 sekretarzem odpowiedzialnym KC Komsomołu Gruzji, później sekretarzem odpowiedzialnym Bakijskiego Komitetu Komsomołu Azerbejdżanu. Od lutego 1928 do maja 1929 był sekretarzem odpowiedzialnym Abchaskiego Komitetu Obwodowego Komunistycznej Partii (bolszewików) Gruzji, od października 1929 kierował Wydziałem Organizacyjnym KC Komunistycznej Partii (bolszewików) Azerbejdżanu, od lipca do listopada 1930 Wydziałem Organizacyjnym Moskiewskiego Komitetu WKP(b), a od 1934 do lipca 1937 był sekretarzem Komitetu Miejskiego WKP(b) w Kujbyszewie. 27 lipca 1937 został aresztowany, następnie skazany na śmierć i rozstrzelany.